# ماري فلانغن
ماري فلانغن (بالإنجليزية: Mary Flanagan)‏ هي فنانة أمريكية، ولدت في 1969.